# Dol Guldur
Dol Guldur — третий студийный альбом австрийской атмосферик-блэк-метал-группы Summoning, выпущенный 19 января 1997 года на лейбле Napalm Records.

## Отзывы критиков
Альбом получил положительные отзывы от музыкальных критиков. По словам Генри Акелея из Chronicles of Chaos, Summoning «сплетают звуковые гобелены, в которых невозможно определить, где заканчивается захватывающая песня и начинается захватывающий звуковой ландшафт». Рецензент metal.de пишет: «Бомбические аранжировки, оркестровые клавишные, ударные, напоминающие литавры, и нотки блэк-метала делают эту запись отличным путешествием в Средиземье». В рецензии от журнала Rock Hard альбом назвали «блестящим».
Dol Guldur занял 19 место в списке «20 лучших альбомов 1997 года» по версии портала Metal Storm.

## Список композиций
| №                   | Название             | Длительность |
| ------------------- | -------------------- | ------------ |
| 1.                  | «Angbands Schmieden» | 3:30         |
| 2.                  | «Nightshade Forests» | 10:49        |
| 3.                  | «Elfstone»           | 10:51        |
| 4.                  | «Khazad Dûm»         | 10:58        |
| 5.                  | «Kôr»                | 11:00        |
| 6.                  | «Wyrmvater Glaurung» | 3:05         |
| 7.                  | «Unto a Long Glory…» | 9:37         |
| 8.                  | «Over Old Hills»     | 8:58         |
| Общая длительность: | Общая длительность:  | 68:50        |

## Участники записи
- Protector — вокал, гитара, клавишные
- Silenius — клавишные, вокал